# Джонні Джайлс
Джонні Джайлс (англ. Johnny Giles, * 6 листопада 1940, Дублін) — ірландський футболіст, півзахисник. По завершенні ігрової кар'єри — футбольний тренер.
Лауреат Ювілейної нагороди УЄФА як найвидатніший ірландський футболіст 50-річчя (1954—2003). 
Як гравець насамперед відомий виступами за клуби «Манчестер Юнайтед» та «Лідс Юнайтед», а також національну збірну Ірландії.
Дворазовий чемпіон Англії. Дворазовий володар Кубка Англії. Володар Кубка англійської ліги. Володар Суперкубка Англії з футболу. Володар Кубка Ірландії. Дворазовий володар Кубка ярмарків. 

## Клубна кар'єра
Вихованець юнацьких команд футбольних клубів «Хоум Фарм» та «Манчестер Юнайтед».
У дорослому футболі дебютував 1957 року виступами за команду клубу «Манчестер Юнайтед», в якій провів шість сезонів, взявши участь у 93 матчах чемпіонату. За цей час виборов титул володаря Кубка Англії.
Своєю грою за цю команду привернув увагу представників тренерського штабу клубу «Лідс Юнайтед», до складу якого приєднався 1963 року. Відіграв за команду з Лідса наступні дванадцять сезонів своєї ігрової кар'єри. Більшість часу, проведеного у складі «Лідс Юнайтед», був основним гравцем команди.
Згодом з 1975 по 1978 рік грав у складі команд клубів «Вест-Бромвіч Альбіон», «Шемрок Роверс» та, на умовах оренди, в північноамериканському «Філадельфія Фьюрі».
Завершив професійну ігрову кар'єру у клубі «Шемрок Роверс», останній офіційний матч у складі якого провів 1983 року у 42-річному віці.

## Виступи за збірну
1959 року дебютував в офіційних матчах у складі національної збірної Ірландії. Протягом кар'єри у національній команді, яка тривала 21 рік, провів у формі головної команди країни лише 59 матчів, забивши 5 голів.

## Кар'єра тренера
1973 року, ще активно виступаючи на футбольному полі, очолив тренерський штаб національної збірної Ірландії, а ще за два роки, у 1975, став граючим тренером свого нового клубу «Вест-Бромвіч Альбіон». З національною командою працював до 1980 року, суміщаючи з тренерською роботою у клубах та грою на полі.
Перейшовши у 1978 році до ірландського «Шемрок Роверс», також був граючим тренером команди.
Закінчивши виступи на полі, у 1984 зосередився на тренерській роботі в клубі «Вест-Бромвіч Альбіон», команду якого, втім, очолював як головний тренер лише до 1985 року.

## Титули і досягнення

### Командні
- Чемпіон Англії (2):

«Лідс Юнайтед»:  1968–69, 1973–74
- Володар Кубка Англії (2):

«Манчестер Юнайтед»:  1962–63
«Лідс Юнайтед»:  1971–72
- Володар Кубка англійської ліги (1):

«Лідс Юнайтед»:  1967–68
- Володар Суперкубка Англії з футболу (1):

«Лідс Юнайтед»:  1969
- Володар Кубка Ірландії (1):

«Шемрок Роверс»:  1977–78
- Володар Кубка ярмарків (2):

«Лідс Юнайтед»:  1967–68, 1970–71

### Особисті
- Найвидатніший ірландський футболіст 50-річчя (1954—2003)